# Monsteret (Lost)
Monsteret (alternativt The Monster), også tildelt øgenavnet Smokey, er en selvkontrollerende røgsky i tv-serien Lost.
Monsteret blev i første sæson kaldt en "dinosaur," af Hurley. Jack modsvarede, og fik senere ret, i at det ikke er en dinosauer, fordi de er uddøde. Damon Lindelof har afkræftet at Monsteret er en nanosky.
Hurley kalder Monsteret for en "pissesur giraf," i desperation over ikke at få svar. Monsteret er døbt "Smokey" af fans på internettet.

## Handling
I "Pilot: Part 1" giver Monsteret sig til kende overfor de overlevende, og dræber senere Oceanic Flight 815s pilot. I "Hearts and Minds" medvirker Monsteret i Boones vision om Shannons død. I "Exodus"-afsnittene vises det at røgen kan omdanne sig til en mindre og mere kompakt udgave, og desuden forsvinde ned i huller på øen. I samme afsnit kalder Danielle den for et "forsvarssystem." I "The 23rd Psalm" afslører Monsteret sig overfor Mr. Eko som en stor røgsky. De står overfor hinanden. Det supersoniske hegn omkring The Barracks anvendes til at holde Monsteret ude, og det er tilsyneladende ikke i stand til at komme over. I "The Cost of Living" dræber Monsteret Mr. Eko, umiddelbart efter han har nægtet at tilkendegive sine synder. I "Left Behind" flyver Monsteret tæt på Juliet, og foretager sig hvad der kan minde om en fotografering. Senere, forfølger det hende og Kate til barakkernes forsvarshegn. I "Exposé" kommer lydene fra Monsteret omkring tiden hvor Nikki kaster Medusa-edderkopper på Paulo, og efterlader ham paralyseret i junglen.

## Fodnoter
1. ↑  Lost: 
"Numbers" (Sæson 1, afsnit 18). Manuskript af Brent Fletcher & David Fury.  Broadcasted første gang på American Broadcasting Company den TBA.
2. ↑  The Lost Blog